# Coeliccia sexmaculata
Coeliccia sexmaculata là loài chuồn chuồn trong họ Platycnemididae. Loài này được Wang miêu tả khoa học đầu tiên năm 1994.